# Пику-ду-Ариейру
Пику-ду-Ариейру (порт. Pico do Arieiro) — третья по высоте (1818 м) гора острова Мадейра, главного острова одноимённого архипелага в Атлантическом океане — после Пику-Руйву (1862 м) и Пику-даш-Торреш (1847 м).
Является хорошей обзорной точкой для осмотра окружающих пейзажей, а также одним из вариантов стартовой точки хайкингового маршрута PR1 "Vereda do Areeiro".